# SNN News
SNN News är ett svenskt nyhetsparodiprogram med Mikael Tornving som nyhetsankare. Programmet hade premiär på TV4 den 18 oktober 2013. Reportrar är David Hellenius, Peter Magnusson, Anna Blomberg, Rachel Molin och Sissela Benn. I varje program medverkar en känd komiker som gästreporter. 
Det första avsnittet anmäldes till, och fälldes av, Myndigheten för radio och tv för att den saknade textning, vilket är ett krav för förinspelade program på TV4. TV4 svarade på anmälan att eftersom programmet bygger på aktualitet och levererades så sent som kl 18:00 tidigare samma dag som det sändes så behandlades det produktionsmässigt som ett livesänt program, medan förinspeladeprogram vanligtvis levereras senast en vecka innan sändning vilket lämnar tid för förproducerad textning. SNN News sena leverans krävde livetextning, vilket är mycket dyrare och krävde särskild kompetens av den som textar, en kompetens som var bristvara. Ett krav på den dyrare livetextningen skulle i förlängningen påverka om programmet kunde beställas och sändas alls.
Namnet SNN News och dess logotyp är en parodi på CNN:s nyheter.[källa behövs] Istället för Cable News Network, som CNN uttalas, så menar man troligen att SNN uttalas Swedish News Network.[källa behövs]

## Återkommande inslag
- Veckans plot med Birgitta GW Persson (Rachel Molin)
- Anna Lindmarker avbryter (Rachel Mohlin)
- Mike Hunt Rapporterar (Peter Magnusson)
- Tonårsnews med Mandis Pandis (Rachel Mohlin)

## Avsnitt
| Säsong Nr | Avsnitt Nr | Gästreporter        | Sändningsdatum   | Tittarantal |
| --------- | ---------- | ------------------- | ---------------- | ----------- |
| 1         | 1          | "Anders Jansson"    | 18 oktober 2013  | 905 000     |
| 1         | 2          | "Felix Herngren"    | 25 oktober 2013  | 868 000     |
| 1         | 3          | "Per Andersson"     | 1 november 2013  | 776 000     |
| 1         | 4          | "Peter Magnusson"   | 8 november 2013  | 730 000     |
| 1         | 5          | "Robert Gustafsson" | 18 november 2013 | 409 000     |
| 1         | 6          | "Annika Andersson"  | 22 november 2013 | 739 000     |
| 1         | 7          | "Henrik Dorsin"     | 29 november 2013 | 779 000     |
| 1         | 8          | "David Batra"       | 6 december 2013  | 1 021 000   |
|           |            |                     |                  |             |
| 2         | 1          | "Johan Glans"       | 19 januari 2014  | 635 000     |
| 2         | 2          | "Göran Gabrielsson" | 26 januari 2014  | 455 000     |
| 2         | 3          | "Robert Gustafsson" | 2 februari 2014  | 620 000     |
| 2         | 4          | "Björn Kjellman"    | 9 februari 2014  | 620 000     |
| 2         | 5          | "Johan Ulveson"     | 16 februari 2014 | 475 000     |
| 2         | 6          | "Robert Gustafsson" | 23 februari 2014 | 523 000     |
| 2         | 7          | "Robert Gustafsson" | 2 mars 2014      | 644 000     |
| 2         | 8          | "David Batra"       | 9 mars 2014      | 488 000     |
| 2         | 9          | "Robert Gustafsson" | 16 mars 2014     | 416 000     |
| 2         | 10         | "Sissela Kyle"      | 23 mars 2014     | 444 000     |

## Mottagande
Tidningen Expressens TV-recensent Maria Näslund skrev följande efter att första avsnittet sänts:
| ” | Mikael Tornving är riktigt bra i rollen och håller ihop programmet så gott han kan. Precis som många liknande program lider "SNN News" av ojämn kvalitet. Några sketcher är träffande och roliga, ett par vansinnigt kul, men tyvärr är det också en hel del transportsträckor. De medverkande är ofta bättre än manus, och då hjälper dessvärre inte en skicklig imitation. | „ |